# Egeres-gyártelep
Egeres-gyártelep (más néven Egeres-bányatelep; románul: Aghireșu-Fabrici) falu Romániában, Kolozs megyében. Közigazgatásilag Egeres községhez tartozik, itt él a község lakosságának majdnem fele. A környékbeli közép-eoczénkori gipsztelepek feldolgozására létesült gyárról kapta a nevét, amely körül a kolónia kialakult. A településen Egeres Gyártelepi Elméleti Líceum néven általános és középiskola működik. A rendszerváltás után leépült a termelés és megugrott a munkanélküliség. Az agonizáló településen 2004-ben SAPARD-támogatásból indult meg a csatornarendszer kiépítése.

## Népesség
1992-ben 3422 lakosából 889 (25,98%) volt magyar nemzetiségű. 2002-ben lakosainak száma 3061-re csökkent, ebből 684 (22,35%) volt magyar nemzetiségű.

## Nevezetesség
- 18. századi ortodox fatemplom[2]